# 乔安妮·达菲
乔安妮·达菲（英語：Joanne Duffy，？—），新西兰女子高山滑雪运动员。她曾代表新西兰参加1994年冬季残疾人奥林匹克运动会高山滑雪比赛，获得一枚金牌和一枚铜牌。